# Trophées UNFP du football
Mit den Trophées UNFP du football werden in Frankreich jährlich die herausragendsten Spieler, Torhüter, Trainer und Tore einer Ligue-1- und Ligue-2-Saison geehrt. Die Gewinner der Auszeichnungen werden von den Mitgliedern der französischen Berufsfußballergewerkschaft Union Nationale des Footballeurs Professionnels gewählt. Als Kandidaten kommen alle französischen Spieler sowie bei einem Verein der Ligue 1 und der Ligue 2 unter Vertrag stehende ausländische Spieler in Frage. Die Auszeichnung wird seit 1988, bis 1994 unter der Bezeichnung „Oscar de l’UNFP du football“, vorgenommen. Luis Fernández erhielt 1994 als erster Trainer die Ehrung. Erster ausgezeichneter Spieler der Ligue 2 wurde Jocelyn Gourvennec. 2002 wurde zum ersten Mal ein Torhüter mit einer Extraauszeichnung geehrt. Titelträger war damals Ulrich Ramé. Im gleichen Jahr erhielt Antoine Sibierski eine Auszeichnung für das schönste Tor der Ligue 1. Seit 2003 wird zudem eine Mannschaft des Jahres gewählt. Dabei handelt es sich um eine Auswahl der besten Spieler aller Mannschaften der Ligue 1 bzw. Ligue 2. Seit 2001 wird außerdem auch die beste Spielerin der Division 1 Féminine ausgezeichnet.

## Ligue 1

### Spieler des Jahres

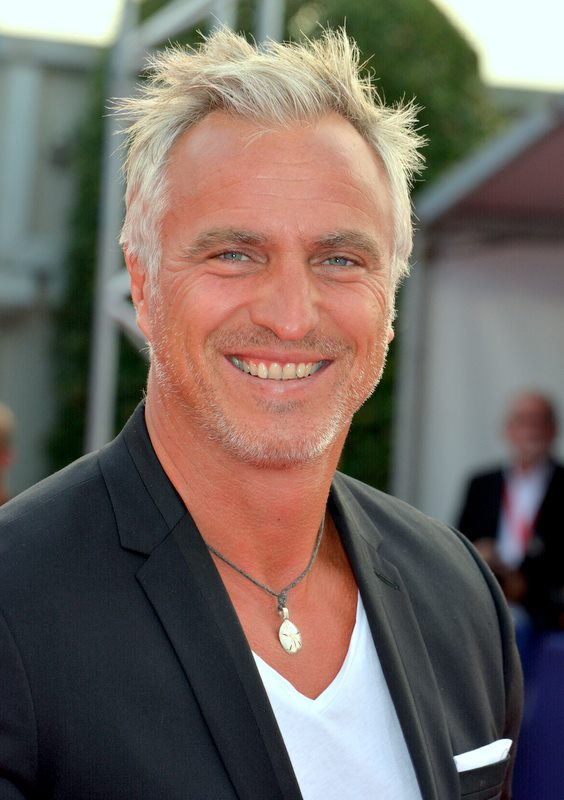
David Ginola war der erste Ligue-1-Spieler, der die Auszeichnung erhielt.

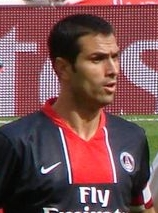
Pauleta war der erste Spieler, der die Auszeichnung zweimal erhielt.

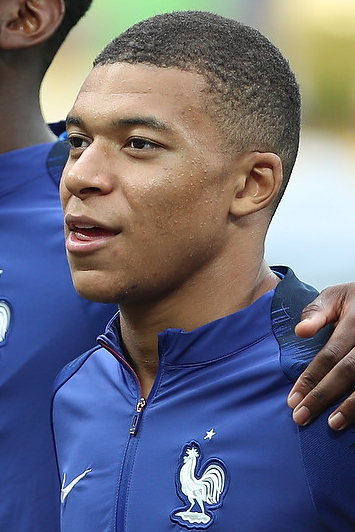
Kylian Mbappé wurde bereits fünfmal ausgezeichnet.

Diese Auszeichnung wurde erstmals 1994, nach Ablauf der Spielzeit 1993/94 verliehen. Erster Geehrter wurde der Franzose David Ginola. In den ersten drei Jahren erhielten ausschließlich französische Staatsangehörige den Titel. Für die Saison 1996/97 wurde der Brasilianer Sonny Anderson als erster Ausländer mit der Auszeichnung des Ligue-1-Spieler des Jahres geehrt. Der Portugiese Pauleta erhielt 2002 und 2003 als erster Feldspieler die Ehrung zweimal.
| Jahr |                | Spieler              | Verein              |
| ---- | -------------- | -------------------- | ------------------- |
| 1994 | Frankreich     | David Ginola         | Paris Saint-Germain |
| 1995 | Frankreich     | Vincent Guérin       | Paris Saint-Germain |
| 1996 | Frankreich     | Zinédine Zidane      | Girondins Bordeaux  |
| 1997 | Brasilien      | Sonny Anderson       | AS Monaco           |
| 1998 | Italien        | Marco Simone         | Paris Saint-Germain |
| 1999 | Algerien       | Ali Benarbia         | Girondins Bordeaux  |
| 2000 | Argentinien    | Marcelo Gallardo     | AS Monaco           |
| 2001 | Frankreich     | Éric Carrière        | FC Nantes           |
| 2002 | Portugal       | Pauleta              | Girondins Bordeaux  |
| 2003 | Portugal       | Pauleta              | Girondins Bordeaux  |
| 2004 | Elfenbeinküste | Didier Drogba        | Olympique Marseille |
| 2005 | Ghana          | Michael Essien       | Olympique Lyon      |
| 2006 | Brasilien      | Juninho Pernambucano | Olympique Lyon      |
| 2007 | Frankreich     | Florent Malouda      | Olympique Lyon      |
| 2008 | Frankreich     | Karim Benzema        | Olympique Lyon      |
| 2009 | Frankreich     | Yoann Gourcuff       | Girondins Bordeaux  |
| 2010 | Argentinien    | Lisandro López       | Olympique Lyon      |
| 2011 | Belgien        | Eden Hazard          | OSC Lille           |
| 2012 | Belgien        | Eden Hazard          | OSC Lille           |
| 2013 | Schweden       | Zlatan Ibrahimović   | Paris Saint-Germain |
| 2014 | Schweden       | Zlatan Ibrahimović   | Paris Saint-Germain |
| 2015 | Frankreich     | Alexandre Lacazette  | Olympique Lyon      |
| 2016 | Schweden       | Zlatan Ibrahimović   | Paris Saint-Germain |
| 2017 | Uruguay        | Edinson Cavani       | Paris Saint-Germain |
| 2018 | Brasilien      | Neymar               | Paris Saint-Germain |
| 2019 | Frankreich     | Kylian Mbappé        | Paris Saint-Germain |
| 2020 | nicht vergeben | nicht vergeben       | nicht vergeben      |
| 2021 | Frankreich     | Kylian Mbappé        | Paris Saint-Germain |
| 2022 | Frankreich     | Kylian Mbappé        | Paris Saint-Germain |
| 2023 | Frankreich     | Kylian Mbappé        | Paris Saint-Germain |
| 2024 | Frankreich     | Kylian Mbappé        | Paris Saint-Germain |
| 2025 | Frankreich     | Ousmane Dembélé      | Paris Saint-Germain |

### Nachwuchsspieler des Jahres

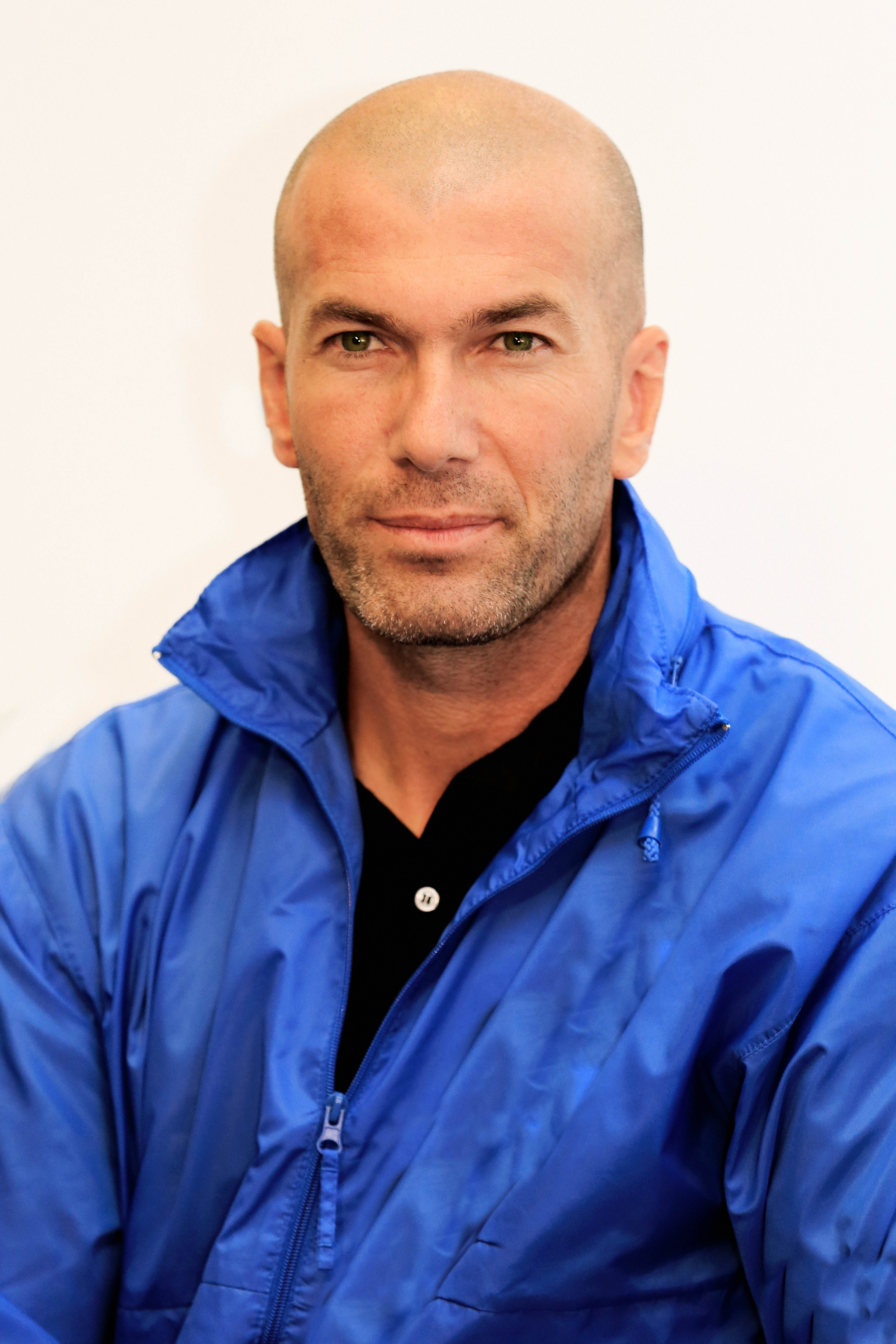
Zinédine Zidane war erster Nachwuchsspieler des Jahres.

Seit der Spielzeit 1993/94 erhält der beste Nachwuchsspieler der Ligue 1 eine Auszeichnung. Erster Preisträger war Zinédine Zidane. Bis 2008/09 wurde die Ehrung nur an französische Talente vergeben. Der erste ausgezeichnete Ausländer war dann schließlich der Belgier Eden Hazard. Er ist zudem der erste Spieler, der diesen Titel verteidigen konnte.
| Jahr |                | Spieler              | Verein              |
| ---- | -------------- | -------------------- | ------------------- |
| 1994 | Frankreich     | Zinédine Zidane      | Girondins Bordeaux  |
| 1995 | Frankreich     | Florian Maurice      | Olympique Lyon      |
| 1996 | Frankreich     | Robert Pires         | FC Metz             |
| 1997 | Frankreich     | Thierry Henry        | AS Monaco           |
| 1998 | Frankreich     | David Trezeguet      | AS Monaco           |
| 1999 | Frankreich     | Olivier Monterrubio  | FC Nantes           |
| 2000 | Frankreich     | Philippe Christanval | AS Monaco           |
| 2001 | Frankreich     | Sidney Govou         | Olympique Lyon      |
| 2002 | Frankreich     | Djibril Cissé        | AJ Auxerre          |
| 2003 | Frankreich     | Lionel Mathis        | AJ Auxerre          |
| 2004 | Frankreich     | Patrice Evra         | AS Monaco           |
| 2005 | Frankreich     | Jérémy Toulalan      | FC Nantes           |
| 2006 | Frankreich     | Franck Ribéry        | Olympique Marseille |
| 2007 | Frankreich     | Samir Nasri          | Olympique Marseille |
| 2008 | Frankreich     | Hatem Ben Arfa       | Olympique Lyon      |
| 2009 | Belgien        | Eden Hazard          | OSC Lille           |
| 2010 | Belgien        | Eden Hazard          | OSC Lille           |
| 2011 | Frankreich     | Mamadou Sakho        | Paris Saint-Germain |
| 2012 | Frankreich     | Younès Belhanda      | HSC Montpellier     |
| 2013 | Frankreich     | Florian Thauvin      | SC Bastia           |
| 2014 | Italien        | Marco Verratti       | Paris Saint-Germain |
| 2015 | Frankreich     | Nabil Fekir          | Olympique Lyon      |
| 2016 | Frankreich     | Ousmane Dembélé      | Stade Rennes        |
| 2017 | Frankreich     | Kylian Mbappé        | AS Monaco           |
| 2018 | Frankreich     | Kylian Mbappé        | Paris Saint-Germain |
| 2019 | Frankreich     | Kylian Mbappé        | Paris Saint-Germain |
| 2020 | nicht vergeben | nicht vergeben       | nicht vergeben      |
| 2021 | Frankreich     | Aurélien Tchouaméni  | AS Monaco           |
| 2022 | Frankreich     | William Saliba       | Olympique Marseille |
| 2023 | Portugal       | Nuno Mendes          | Paris Saint-Germain |
| 2024 | Frankreich     | Warren Zaïre-Emery   | Paris Saint-Germain |
| 2025 | Frankreich     | Désiré Doué          | Paris Saint-Germain |

### Torhüter des Jahres

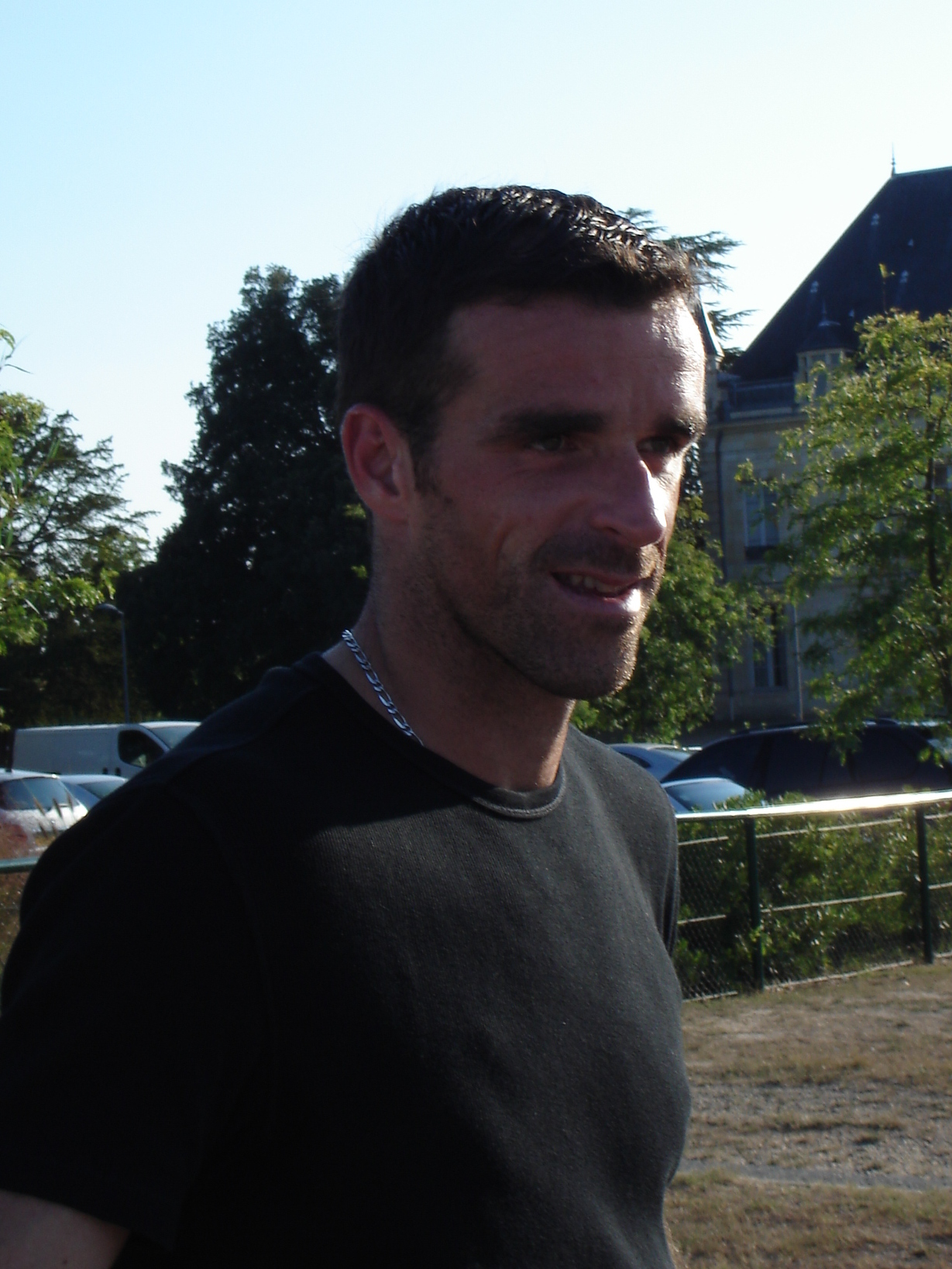
Ulrich Ramé war der erste Torhüter, der 2002 eine Ehrung zum Ligue-1-Torhüter des Jahres erhielt.

Ab 2002 beschloss die UNFP auch den besten Torhüter einer Saison auszuzeichnen. Erster Titelträger wurde Ulrich Ramé, der damals für Girondins Bordeaux spielte. Abgelöst wurde er in der Folgespielzeit von Grégory Coupet, der den Titel schließlich dreimal in Folge verteidigen konnte und mit insgesamt vier Auszeichnungen erfolgreichster Torhüter ist. Erster ausländischer Titelträger war der Italiener Salvatore Sirigu im Jahr 2013.
| Jahr |                | Spieler              | Verein              |
| ---- | -------------- | -------------------- | ------------------- |
| 2002 | Frankreich     | Ulrich Ramé          | Girondins Bordeaux  |
| 2003 | Frankreich     | Grégory Coupet       | Olympique Lyon      |
| 2004 | Frankreich     | Grégory Coupet       | Olympique Lyon      |
| 2005 | Frankreich     | Grégory Coupet       | Olympique Lyon      |
| 2006 | Frankreich     | Grégory Coupet       | Olympique Lyon      |
| 2007 | Frankreich     | Teddy Richert        | FC Sochaux          |
| 2008 | Frankreich     | Steve Mandanda       | Olympique Marseille |
| 2009 | Frankreich     | Hugo Lloris          | Olympique Lyon      |
| 2010 | Frankreich     | Hugo Lloris          | Olympique Lyon      |
| 2011 | Frankreich     | Steve Mandanda       | Olympique Marseille |
| 2012 | Frankreich     | Hugo Lloris          | Olympique Lyon      |
| 2013 | Italien        | Salvatore Sirigu     | Paris Saint-Germain |
| 2014 | Italien        | Salvatore Sirigu     | Paris Saint-Germain |
| 2015 | Frankreich     | Steve Mandanda       | Olympique Marseille |
| 2016 | Frankreich     | Steve Mandanda       | Olympique Marseille |
| 2017 | Kroatien       | Danijel Subašić      | AS Monaco           |
| 2018 | Frankreich     | Steve Mandanda       | Olympique Marseille |
| 2019 | Frankreich     | Mike Maignan         | OSC Lille           |
| 2020 | nicht vergeben | nicht vergeben       | nicht vergeben      |
| 2021 | Costa Rica     | Keylor Navas         | Paris Saint-Germain |
| 2022 | Italien        | Gianluigi Donnarumma | Paris Saint-Germain |
| 2023 | Frankreich     | Brice Samba          | RC Lens             |
| 2024 | Italien        | Gianluigi Donnarumma | Paris Saint-Germain |
| 2025 | Frankreich     | Lucas Chevalier      | OSC Lille           |

### Trainer des Jahres
Claude Puel und René Girard erhielten die Auszeichnung zweimal, Laurent Blanc und Christophe Galtier dreimal.
| Jahr |                    | Trainer                            | Verein                               |
| ---- | ------------------ | ---------------------------------- | ------------------------------------ |
| 1994 | Frankreich         | Luis Fernández                     | AS Cannes                            |
| 1995 | Frankreich         | Francis Smerecki                   | EA Guingamp                          |
| 1996 | Frankreich         | Guy Roux                           | AJ Auxerre                           |
| 1997 | Frankreich         | Jean Tigana                        | AS Monaco                            |
| 1998 | Frankreich         | Daniel Leclercq                    | RC Lens                              |
| 1999 | Frankreich         | Élie Baup                          | Girondins Bordeaux                   |
| 2000 | Frankreich         | Claude Puel                        | AS Monaco                            |
| 2001 | Frankreich         | Raynald Denoueix                   | FC Nantes                            |
| 2002 | Frankreich         | Joël Muller                        | RC Lens                              |
| 2003 | Frankreich         | Guy Lacombe                        | FC Sochaux                           |
| 2004 | Frankreich         | Didier Deschamps                   | AS Monaco                            |
| 2005 | Frankreich         | Paul Le Guen                       | Olympique Lyon                       |
| 2006 | Frankreich         | Claude Puel                        | OSC Lille                            |
| 2007 | Frankreich         | Gérard Houllier                    | Olympique Lyon                       |
| 2008 | Frankreich         | Laurent Blanc                      | Girondins Bordeaux                   |
| 2009 | Belgien            | Eric Gerets                        | Olympique Marseille                  |
| 2010 | Frankreich         | Jean Fernandez                     | AJ Auxerre                           |
| 2011 | Frankreich         | Rudi Garcia                        | OSC Lille                            |
| 2012 | Frankreich         | René Girard                        | HSC Montpellier                      |
| 2013 | Italien Frankreich | Carlo Ancelotti Christophe Galtier | Paris Saint-Germain AS Saint-Étienne |
| 2014 | Frankreich         | René Girard                        | OSC Lille                            |
| 2015 | Frankreich         | Laurent Blanc                      | Paris Saint-Germain                  |
| 2016 | Frankreich         | Laurent Blanc                      | Paris Saint-Germain                  |
| 2017 | Portugal           | Leonardo Jardim                    | AS Monaco                            |
| 2018 | Spanien            | Unai Emery                         | Paris Saint-Germain                  |
| 2019 | Frankreich         | Christophe Galtier                 | OSC Lille                            |
| 2020 | nicht vergeben     | nicht vergeben                     | nicht vergeben                       |
| 2021 | Frankreich         | Christophe Galtier                 | OSC Lille                            |
| 2022 | Frankreich         | Bruno Génésio                      | Stade Rennes                         |
| 2023 | Frankreich         | Franck Haise                       | RC Lens                              |
| 2024 | Frankreich         | Eric Roy                           | Stade Brest                          |
| 2025 | Spanien            | Luis Enrique                       | Paris Saint-Germain                  |

## Ligue 2

### Spieler des Jahres

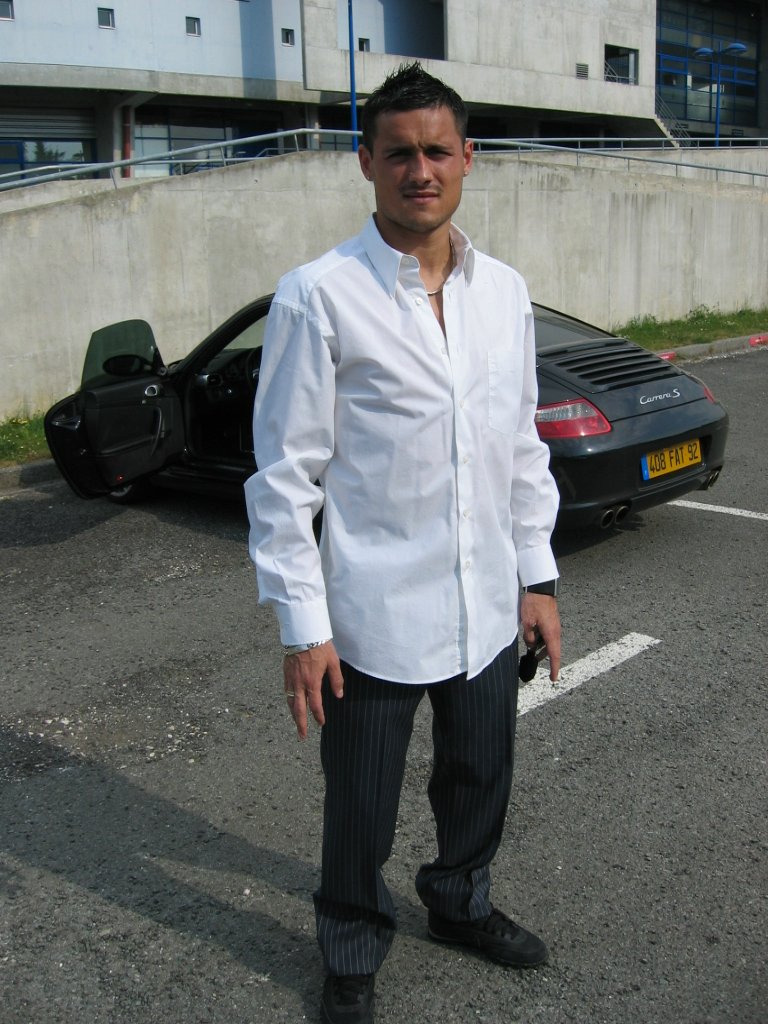
Der später auch in Wolfsburg aktive Karim Ziani gewann 2006 die Auszeichnung zum Spieler des Jahres in der Ligue.

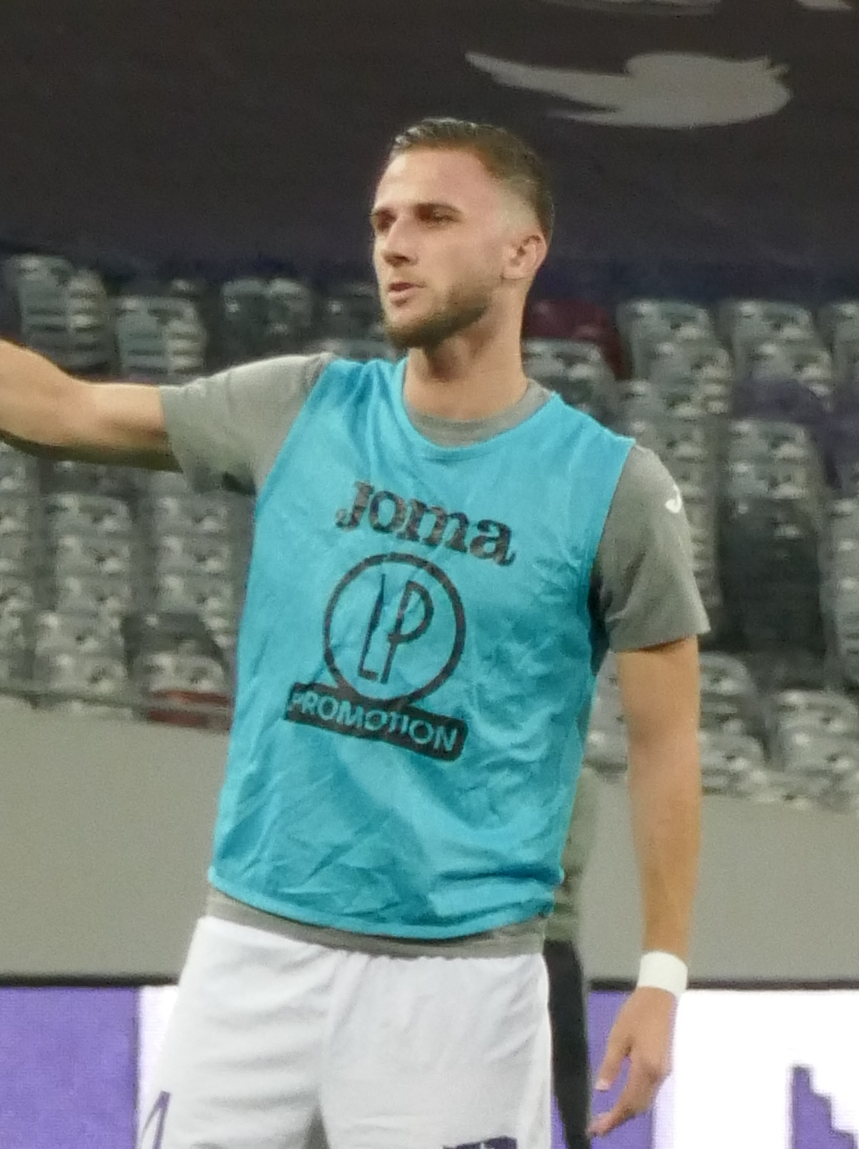
Branco van den Boomen gewann die Auszeichnung 2022 als erster niederländischer Fußballspieler.

Wie in der Ligue 1, wird seit 1994 auch in der Ligue 2 der Spieler des Jahres ausgezeichnet. Erster Titelträger wurde der frühere französische Mittelfeldspieler Jocelyn Gourvennec, der damals für Stade Rennes spielte. Es dauerte bis zum Ablauf der Spielzeit 1998/99 ehe der Algerierer Abdelkader Ferhaoui als erster Ausländer die Ehrung erhielt. Seit der Einführung der Auszeichnung 1994 konnte noch kein Spieler den Titel verteidigen.
| Jahr |                | Spieler                      | Verein              |
| ---- | -------------- | ---------------------------- | ------------------- |
| 1994 | Frankreich     | Jocelyn Gourvennec           | Stade Rennes        |
| 1995 | Frankreich     | Tony Vairelles               | AS Nancy            |
| 1996 | Frankreich     | Marcel Dib                   | Olympique Marseille |
| 1997 | Frankreich     | Thierry Moreau               | FC Toulouse         |
| 1998 | Frankreich     | Stéphane Pédron              | FC Lorient          |
| 1999 | Algerien       | Abdelkader Ferhaoui          | AS Saint-Étienne    |
| 2000 | Frankreich     | Mickaël Pagis                | Olympique Nîmes     |
| 2001 | Brasilien      | Francileudo Silva dos Santos | FC Sochaux          |
| 2002 | Frankreich     | Alain Caveglia               | Le Havre AC         |
| 2003 | Frankreich     | Cédric Fauré                 | FC Toulouse         |
| 2004 | Frankreich     | Xavier Gravelaine            | FC Istres           |
| 2005 | Elfenbeinküste | Bakari Koné                  | FC Lorient          |
| 2006 | Algerien       | Karim Ziani                  | FC Lorient          |
| 2007 | Frankreich     | Yoan Gouffran                | SM Caen             |
| 2008 | Frankreich     | Guillaume Hoarau             | Le Havre AC         |
| 2009 | Kamerun        | Paul Alo'o Efoulou           | SCO Angers          |
| 2010 | Frankreich     | Olivier Giroud               | FC Tours            |
| 2011 | Uruguay        | Sebastián Ribas              | FCO Dijon           |
| 2012 | Frankreich     | Jérôme Rothen                | SC Bastia           |
| 2013 | Frankreich     | Giannelli Imbula             | EA Guingamp         |
| 2014 | Frankreich     | Diafra Sakho                 | FC Metz             |
| 2015 | Frankreich     | Jonathan Kodjia              | SCO Angers          |
| 2016 | Senegal        | Famara Diedhiou              | Clermont Foot       |
| 2017 | England        | John Bostock                 | RC Lens             |
| 2018 | Brasilien      | Diego Rigonato               | Stade Reims         |
| 2019 | Frankreich     | Gaëtan Charbonnier           | Stade Brest         |
| 2020 | nicht vergeben | nicht vergeben               | nicht vergeben      |
| 2021 | Frankreich     | Amine Adli                   | FC Toulouse         |
| 2022 | Niederlande    | Branco van den Boomen        | FC Toulouse         |
| 2023 | Georgien       | Georges Mikautadze           | FC Metz             |
| 2024 | Frankreich     | Gauthier Hein                | AJ Auxerre          |
| 2025 | Frankreich     | Eli Junior Kroupi            | FC Lorient          |

### Torhüter des Jahres

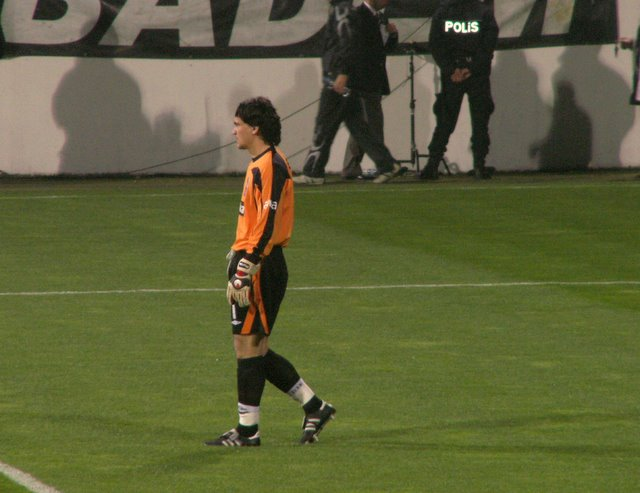
Vedran Runje wurde erster Ausländer, der die Auszeichnung zum Torhüter der Ligue 2 erhielt.

Zwischen der erstmaligen Vergabe, 2002, und 2008 erhielten nur französische Torhüter die Ehrung zum Torhüter der Ligue 2. Erst 2009 wurde diese Serie von dem Kroaten Vedran Runje gebrochen.
| Jahr |                | Spieler             | Verein           |
| ---- | -------------- | ------------------- | ---------------- |
| 2002 | Frankreich     | Stéphane Trévisan   | AC Ajaccio       |
| 2003 | Frankreich     | Christophe Revault  | FC Toulouse      |
| 2004 | Frankreich     | Jérémie Janot       | AS Saint-Étienne |
| 2005 | Frankreich     | Gennaro Bracigliano | AS Nancy         |
| 2006 | Frankreich     | Fabien Audard       | FC Lorient       |
| 2007 | Frankreich     | Stéphane Cassard    | RC Strasbourg    |
| 2008 | Frankreich     | Christophe Revault  | Le Havre AC      |
| 2009 | Kroatien       | Vedran Runje        | RC Lens          |
| 2010 | Frankreich     | Steeve Elana        | Stade Brest      |
| 2011 | Frankreich     | Benoît Costil       | CS Sedan         |
| 2012 | Brasilien      | Macedo Magno Novaes | SC Bastia        |
| 2013 | Frankreich     | Zacharie Boucher    | Le Havre AC      |
| 2014 | Frankreich     | Alphonse Aréola     | RC Lens          |
| 2015 | Serbien        | Denis Petrić        | Troyes AC        |
| 2016 | Frankreich     | Baptiste Reynet     | Dijon FCO        |
| 2017 | Frankreich     | Nicolas Douchez     | RC Lens          |
| 2018 | Frankreich     | Paul Bernardoni     | Clermont Foot    |
| 2019 | Frankreich     | Vincent Demarconnay | Paris FC         |
| 2020 | nicht vergeben | nicht vergeben      | nicht vergeben   |
| 2021 | Frankreich     | Gauthier Gallon     | ES Troyes AC     |
| 2022 | Frankreich     | Benjamin Leroy      | AC Ajaccio       |
| 2023 | Frankreich     | Arthur Desmas       | Le Havre AC      |
| 2024 | Frankreich     | Gautier Larsonneur  | AS Saint-Étienne |
| 2025 | Frankreich     | Yvon Mvogo          | FC Lorient       |

## Division 1 Féminine (Frauen)

### Spielerin des Jahres
| Jahr |                | Spielerin               | Verein                 |
| ---- | -------------- | ----------------------- | ---------------------- |
| 2001 | Frankreich     | Anne Zenoni             | Toulouse OAC           |
| 2002 | Frankreich     | Marinette Pichon        | Olympique Saint-Memmie |
| 2003 | Frankreich     | Sandrine Soubeyrand     | Juvisy FCF             |
| 2004 | Frankreich     | Sonia Bompastor         | HSC Montpellier        |
| 2005 | Frankreich     | Marinette Pichon        | Juvisy FCF             |
| 2006 | Frankreich     | Camille Abily           | HSC Montpellier        |
| 2007 | Frankreich     | Camille Abily           | Olympique Lyon         |
| 2008 | Frankreich     | Sonia Bompastor         | Olympique Lyon         |
| 2009 | Frankreich     | Louisa Nécib            | Olympique Lyon         |
| 2010 | Frankreich     | Eugénie Le Sommer       | Stade Saint-Brieuc     |
| 2011 | Frankreich     | Élise Bussaglia         | Paris Saint-Germain FC |
| 2012 | Frankreich     | Gaëtane Thiney          | Juvisy FCF             |
| 2013 | Schweden       | Lotta Schelin           | Olympique Lyon         |
| 2014 | Frankreich     | Gaëtane Thiney          | Juvisy FCF             |
| 2015 | Frankreich     | Eugénie Le Sommer       | Olympique Lyon         |
| 2016 | Frankreich     | Amel Majri              | Olympique Lyon         |
| 2017 | Deutschland    | Dzsenifer Marozsán      | Olympique Lyon         |
| 2018 | Deutschland    | Dzsenifer Marozsán      | Olympique Lyon         |
| 2019 | Deutschland    | Dzsenifer Marozsán      | Olympique Lyon         |
| 2020 | nicht vergeben | nicht vergeben          | nicht vergeben         |
| 2021 | Frankreich     | Kadidiatou Diani        | Paris Saint-Germain FC |
| 2022 | Frankreich     | Marie-Antoinette Katoto | Paris Saint-Germain FC |
| 2023 | Frankreich     | Delphine Cascarino      | Olympique Lyon         |
| 2024 | Malawi         | Tabitha Chawinga        | Paris Saint-Germain FC |
| 2025 | Frankreich     | Clara Matéo             | Paris FC               |